# Варвара Лепченко
Варвара Лепченко (на руски: Варвара Лепченко) е американска и узбекистанска тенисистка, родена на 21 май 1986 г.
Най-високото ѝ класиране в ранглистата за жени на WTA e 22-ро място, постигнато на 10 септември 2012 г.